# 千障權益行動聯盟
千障權益行動聯盟（最早名稱為：萬障權益行動聯盟），是中華民國（台灣）當地，一群由身心障礙者、身心障礙者家屬、相關社會工作者、以及支持身心障礙者議題的社會運動人士所組成的「行動倡議」團體。組織特色，每年都會有一次的身心障礙議題遊行，其聯盟組成，並未正式向主管機關登記立案，而是各種跨障別議題組織臨時編組而成。

## 歷年遊行主題
- 2010年「建國一百，交通無礙」台灣大眾運輸無障礙。倡議對象：行政院交通部。

- 2011年「下個百年，沒有障礙」主張：一、希望每位總統候選人將「發展無障礙產業」列入競選政見；二、全面發展「特教學生在學助理員制度」；三、調高「身心障礙生活補助」；四、身障者在年資滿十五年、年滿五十歲時得申請老年年金。

- 2012年「教育平權」，主張：一、正名「特教學生在學助理員」法源、二、落實大專院校障礙生支持服務制度、建置障礙生在學助理人員。三、提供障礙生必要輔具及特殊需求教材服務。四、實現校園全面無障礙化。五、文教場館全面無障礙化。六、重視巡迴輔導教育。倡議對象：行政院教育部。

- 2013年「資訊與文化平權遊行」強調電視字幕、手語翻譯、點字書等普及，藉此提高聽障、視障取得資訊的機會。倡議對象：行政院文化部。

- 2014年「視而不見，要尊嚴」大遊行，遊行活動將從勞動部出發，一直遊行至凱達格蘭大道。爭取身心障礙者就業權益保障。倡議對象：行政院勞動部。

- 2015年「包圍中選會」定點表達訴求，一改往年透過遊行表達訴求的方式，在徐州路五號(中央聯合辦公大樓)前，表達選舉投開票所應有無障礙設施，可供輪椅進出。需有點字跟手語翻譯，使視障跟聽障資訊獲得暢通。還有不在籍投票，使居住機構之身心障礙者可以投票。倡議對象：行政院中央選舉委員會。

- 2018年10月20日與其他障礙者團體合辦「推它一把！大夥一起上！將高鐵推向無障礙環境的倡議行動」，爭取台灣高鐵增設足夠的輪椅席位。。

## 歷年協力或參加聯署的相關團體
- 社團法人台灣障礙者權益促進會
- 社團法人台北市新活力自立生活協會
- 社團法人台南市夢城自立生活協會
- 社團法人台北市行無礙資源推廣協會
- 社團法人台灣八福無障礙生活發展協會
- 社團法人中華民國聾人協會
- 人民民主陣線異於常人算障團
- 人權公約施行監督聯盟
- 中華民國殘障聯盟
- 伊甸社會福利基金會
- 財團法人島國前進基金會
- 台灣綠色酷兒協會
- 手天使
- 鄭豐喜基金會（页面存档备份，存于）